# Ystads kommun
Ystads kommun er en kommune i Skåne län (Skåne) i Sverige.

## Byer i kommunen
- Ystad (kommunesæde)
- Kåseberga
- Köpingebro
- Svarte
- Nybrostrand
- Löderup
- Sövestad
- Glemmingebro
- Hedeskoga
- Stora Herrestad